# Villa Delicia, playa de estacionamiento, música ambiental
Villa Delicia, playa de estacionamiento, música ambiental es una película de Argentina dirigida por Román Viñoly Barreto según el guion de Blas Ruy que se estrenó el 27 de octubre de 1966 y que tuvo como protagonistas a Adolfo Stray, Vicente Rubino, Dringue Farías y Olinda Bozán. El filme tuvo el título alternativo de Demetrio: silbáme la marcha nupcial. Un dato de color es que Adolfo Aristarain fue ayudante de dirección.

## Sinopsis
Un colegio de señoritas se transforma en hotel para citas durante el período de vacaciones.

## Reparto
- Adolfo Stray
- Vicente Rubino
- Dringue Farías
- Olinda Bozán
- Tincho Zabala
- Beatriz Bonnet
- Zulma Faiad
- Marta Ecco
- Rosángela Balbo

## Comentarios
Rafael Granados escribió en La Cooperación:

”Una película prohibida para gente con buen gusto”.

Crónica dijo:

”Una picaresca muy embarullada, tanto que no llega a pasar nada que no sea aparentemente pecaminoso”.

Manrupe y Portela escriben:

”Nueva versión de un mismo tema, con la misma histeria (nadie puede concretar el acto sexual) y nivel substandard en el ocaso del director”.